# Thierry Guardiola
Thierry Guardiola (Tolosa, 7 agosto 1971) è un ex tennista francese.

## Carriera
Guardiola, all'età di 15 anni, si è rotto un femore mentre giocava a livello juniores e gli è stato detto che non avrebbe mai più giocato a tennis. Tuttavia vinse il campionato nazionale francese Under 18 nel 1989.
Nel 1994 sconfisse il numero 11 del mondo Magnus Gustafsson al Philips Open di Nizza, raggiungendo i quarti di finale, dove perse contro Slava Doseděl.  La vittoria più grande, tuttavia, fu quella contro il quattro volte campione del Grande Slam Jim Courier nel primo turno dell'Open d'Italia del 1995, uno dei tornei ATP Super 9 di quell'anno.  Il francese è stato un quartofinalista in un'altra occasione durante la sua carriera nel tour, nel Marsiglia Open 13. 
Le sue prime tre partecipazioni nel Grande Slam furono tutte nell'Open di Francia, dove raggiunse il secondo turno nel 1992 e perse cinque partite del primo turno nel 1994 e nel 1995, contro Bernd Karbacher e la stella nascente Yevgeny Kafelnikov.  Guardiola raggiunse il secondo turno dell'Australian Open del 1995, sconfiggendo Jason Stoltenberg, numero 20 del mondo.  Riuscì ad arrivare al secondo turno anche all'Open di Francia del 1995, ma non vinse mai più un altro incontro del Grande Slam.  Nei suoi restanti tre tornei del Grande Slam ebbe la sfortuna di dover iniziare i tornei contro due teste di serie terze (Thomas Muster e Magnus Norman) e agli US Open del 2000 dovette giocare contro colui che sarebbe diventato il vincitore, Marat Safin. 